# San Francisco 49ers 1949
La stagione 1949 dei San Francisco 49ers è stata la quarta e ultima della franchigia nella All-America Football Conference, prima del fallimento della lega. L'anno successivo, i Niners, i Cleveland Browns e i Baltimore Colts confluirono nella NFL. La squadra giunse fino alla finale di campionato, dove fu sconfitta dai Browns. Fino al Super Bowl del 2013, questa era stata l'ultima sconfitta in una gara per il titolo di San Francisco.

## Partite

### Stagione regolare
| Turno | Data       | Avversario          | Risultato | Punteggio | Record |
| 1     | 28/8/1949  | Baltimore Colts     | V         | 31–17     | 1–0    |
| 2     | 4/9/1949   | Chicago Hornets     | V         | 42–7      | 2–0    |
| 3     | 18/9/1949  | Los Angeles Dons    | V         | 42–14     | 3–0    |
| 4     | 25/9/1949  | at Buffalo Bills    | S         | 28–17     | 3–1    |
| 5     | 30/9/1949  | Chicago Hornets     | V         | 42–24     | 4–1    |
| 6     | 9/10/1949  | Cleveland Browns    | V         | 56–28     | 5–1    |
| 7     | 16/10/1949 | Buffalo Bills       | V         | 51–7      | 6–1    |
| 8     | 23/10/1949 | at New York Yankees | S         | 24–3      | 6–2    |
| 9     | 30/10/1949 | at Cleveland Browns | S         | 30–28     | 6–3    |
| 10    | 6/11/1949  | at Baltimore Colts  | V         | 28–10     | 7–3    |
| 11    | 13/11/1949 | at Los Angeles Dons | V         | 41–24     | 8–3    |
| 12    | 27/11/1949 | New York Yankees    | V         | 35–14     | 9–3    |

### Playoff
| Turno      | Data       | Avversario       | Risultato | Punteggio |
| ---------- | ---------- | ---------------- | --------- | --------- |
| Semifinale | 4/12/1949  | New York Yankees | v         | 17–7      |
| Finale     | 11/12/1949 | Cleveland Browns | S         | 21–7      |